# A Cure for Pokeritis
A Cure for Pokeritis è un film del 1912 diretto da Laurence Trimble. Con protagoniste le star del cinema John Bunny e Flora Finch, il cortometraggio è una comica domestica che vede una donna architettare uno stratagemma per guarire l'azzardopatia del marito. Prodotto dalla Vitagraph, fu distribuito nei cinema statunitensi dalla General Film Company il 23 febbraio 1912. Nel 1917 fu rieditato col titolo A Sure Cure for Pokeritis.
Il film fu uno dei primi sforzi per andare oltre le convenzioni di blocco teatrale. Durante il raid della polizia, la profondità viene dimostrata facendo svolgere l'azione sia in primo piano che sullo sfondo, e permettendo agli attori di muoversi tra di essi. Questa tecnica cinematografica migliorava il realismo e il ritmo della scena. Il 7 maggio 2002 il film fu incluso nella raccolta DVD Slapstick Encyclopedia (uscita solo nell'America del Nord). Nel 2011 è stato selezionato per la conservazione nel National Film Registry della Biblioteca del Congresso come rappresentante "culturalmente, storicamente o esteticamente significativo" delle comiche con i due protagonisti, chiamate solitamente "Bunnygraphs" o "Bunnyfinches".

## Trama
Al ritorno a casa da una serata trascorsa a perdere a poker, George Brown giura alla moglie di smettere per sempre con il gioco. Tuttavia, il suo amico Bigelow lo convince a continuare segretamente a frequentare le partite settimanali dicendo a sua moglie di essere stato ammesso tra i Sons of the Morning, una loggia fraterna, per spiegare le sue assenze. Quando George parla nel sonno, lei si insospettisce e lo fa seguire da suo cugino Freddie Dewdrop, che le rivela la verità. Insieme alle mogli degli altri giocatori di poker, Mary mette in atto un piano per porre fine al gioco d'azzardo. Freddie e i membri del suo gruppo di studio della Bibbia si travestono da agenti di polizia e fanno un'incursione nel luogo della riunione per spaventare i giocatori, quindi arrivano le mogli a "salvarli" mandando via i finti agenti.

## Accoglienza
A Cure for Pokeritis fu ben accolto individualmente, anche in proiezioni al di fuori degli Stati Uniti. Il Thames Star, un quotidiano neozelandese, descrisse il film come "incredibilmente divertente". Tuttavia, lo stile comico di A Cure for Pokeritis non è invecchiato bene, soprattutto in contrasto con i film slapstick di Mack Sennett e le opere successive di comici come Charlie Chaplin e Buster Keaton. Secondo gli studiosi del cinema Donald McCaffrey e Christopher Jacobs, gli spettatori moderni "difficilmente otterranno il guizzo di un sorriso" dal film, nonostante l'abilità dei suoi attori.
I temi del film e la sua relazione con opere successive sono stati oggetto di analisi critica. A Cure for Pokeritis potrebbe essere la prima raffigurazione del poker nel cinema, e permette di comprendere meglio la percezione del gioco da parte del pubblico dell'epoca come una malattia sociale dominata dai maschi. Il film è stato anche paragonato alle sitcom degli anni quaranta e di fine secolo. Lo storico del cinema Wes D. Gehring della Ball State University ritiene che George sia un precursore del moderno archetipo dell'antieroe e paragona i Brown a Stanlio e Ollio. Altri autori hanno esaminato le questioni gender del film. Gerald Mast scrisse che gli aspetti comici nascondono un conflitto tra mascolinità e valori moralisti o femministi. Il docente della Brunel University Geoff King vide gli sforzi del protagonista di fuggire da una moglie "imprigionante" come un tema ricorrente nelle comiche mute, e il critico cinematografico Patrick Nash ha trovato il "fastidioso ed effeminato" Freddie un esempio della maschera gay contemporanea.